# HD44456
HD44456 — хімічно пекулярна зоря спектрального класу A0, що має видиму зоряну величину в смузі V приблизно  8,5.
Вона  розташована на відстані близько 2265,0 світлових років від Сонця.

## Пекулярний хімічний вміст
Зоряна атмосфера HD44456 має підвищений вміст 
Si
.